# Batalla de Orthez
La batalla de Orthez (27 de febrero de 1814) vio al ejército anglo-español-portugués al mando del mariscal de campo Arthur Wellesley, el marqués de Wellington, atacar a un ejército imperial francés dirigido por el mariscal Jean-de-Dieu Soult en el sur de Francia. Los franceses superados en número repelieron varios asaltos aliados en su flanco derecho, pero su flanco central e izquierdo fueron superados y Soult se vio obligado a retirarse. Al principio, la retirada se llevó a cabo en buen estado, pero finalmente terminó en una lucha por la seguridad y muchos soldados franceses se convirtieron en prisioneros. El compromiso se produjo cerca del final de la guerra de la Independencia Española.
A mediados de febrero, el ejército de Wellington salió de su pequeña área de territorio conquistado cerca de Bayona. Moviéndose hacia el este, los aliados hicieron retroceder a los franceses desde varias líneas fluviales. Después de una pausa en la campaña, el cuerpo aliado más occidental rodeó y aisló a Bayona. Reanudando su avance hacia el este, los dos cuerpos aliados restantes empujaron al ejército de Soult de regreso a Orthez, donde el mariscal francés ofreció batalla. En operaciones posteriores, Soult decidió abandonar el gran puerto occidental de Burdeos y retrocedió al este hacia Toulouse. La siguiente acción fue la batalla de Toulouse.

## Preliminares

### Ejércitos
La batalla del Nive terminó el 13 de diciembre de 1813 cuando el ejército de Wellington rechazó el último de los asaltos de Soult. Esto puso fin a la lucha del año. Soult había encontrado al ejército aliado dividido por el río Nive, pero no logró infligir una derrota dañina. Luego, los franceses se retiraron dentro de las defensas de Bayona y entraron en los cuarteles de invierno. Las fuertes lluvias paralizaron las operaciones durante los dos meses siguientes. Después de la batalla del Nivelle el 10 de noviembre de 1813, las tropas españolas de Wellington habían perdido el control en los pueblos franceses tomados. Horrorizado ante la idea de provocar una guerra de guerrillas por parte de civiles franceses, el comandante británico impuso una vigorosa disciplina a sus soldados británicos y portugueses y envió a casa a la mayoría de sus tropas españolas. Dado que sus hombres eran pagados y alimentados por el gobierno británico, la división española de Pablo Morillo permaneció con el ejército. La póliza de Wellington pagó dividendos; sus soldados pronto descubrieron que ya no era necesario vigilar las carreteras en las zonas de retaguardia de su ejército.
En enero de 1814, Soult envió refuerzos a Napoleón. Transferidos a la campaña en el noreste de Francia fueron las 7.ª y 9.ª divisiones de Infantería y los dragones de Anne-François-Charles Trelliard. En total, esto ascendió a 11 015 soldados de infantería al mando de Jean François Leval y Pierre François Xavier Boyer y 3420 jinetes en las brigadas de Pierre Ismert, François Léon Ormancey y Louis Ernest Joseph Sparre. Esto dejó a Soult con la 1.ª división al mando de Maximilien Sébastien Foy (4600 hombres), la 2.ª división dirigida por Jean Barthélemy Darmagnac (5500 hombres), la 3.ª división al mando de Louis Jean Nicolas Abbé (5300 hombres), la 4.ª división dirigida por Eloi Charlemagne Taupin (5600 hombres), la 5.ª división comandada por Jean-Pierre Maransin (5000 hombres), la 6.ª división al mando de Eugène-Casimir Villatte (5200 hombres), la 8.ª división al mando de Jean Isidore Harispe (6600 hombres) y la división de Caballería al mando de Pierre Benoît Soult (3800 hombres). El mariscal Soult también estaba al mando de 7300 artilleros, ingenieros y conductores de carretas, además de las guarniciones de Bayona (8800 hombres) y San Juan Pie de Puerto (2400 hombres).
El ejército de Wellington estaba formado por la 1.ª división al mando de Kenneth Howard (6898 hombres), la 2.ª división comandada por William Stewart (7780 hombres), la 3.ª división dirigida por Thomas Picton (6626 hombres), la 4.ª división dirigida por Lowry Cole (5952 hombres), la 5.ª división bajo Andrew Hay (4553 hombres), la 6.ª división comandada por Henry Clinton (5571 hombres), la 7.ª división dirigida por George Townshend Walker (5643 hombres), la división ligera al mando de Charles Alten (3481 hombres), la división portuguesa dirigida por Carlos Federico Lecor (4465 hombres), y la división española dirigida por Morillo (4924 hombres). Stapleton Cotton comandó tres brigadas de caballería ligera británicas al mando de Henry Fane (765 hombres), Hussey Vivian (989 hombres) y Edward Somerset (1619 hombres). También había tres brigadas de infantería independientes, 1816 británicos dirigidos por Matthew Whitworth-Aylmer, 2185 portugueses bajo el mando de John Wilson y 1614 portugueses dirigidos por Thomas Bradford.

### Operaciones

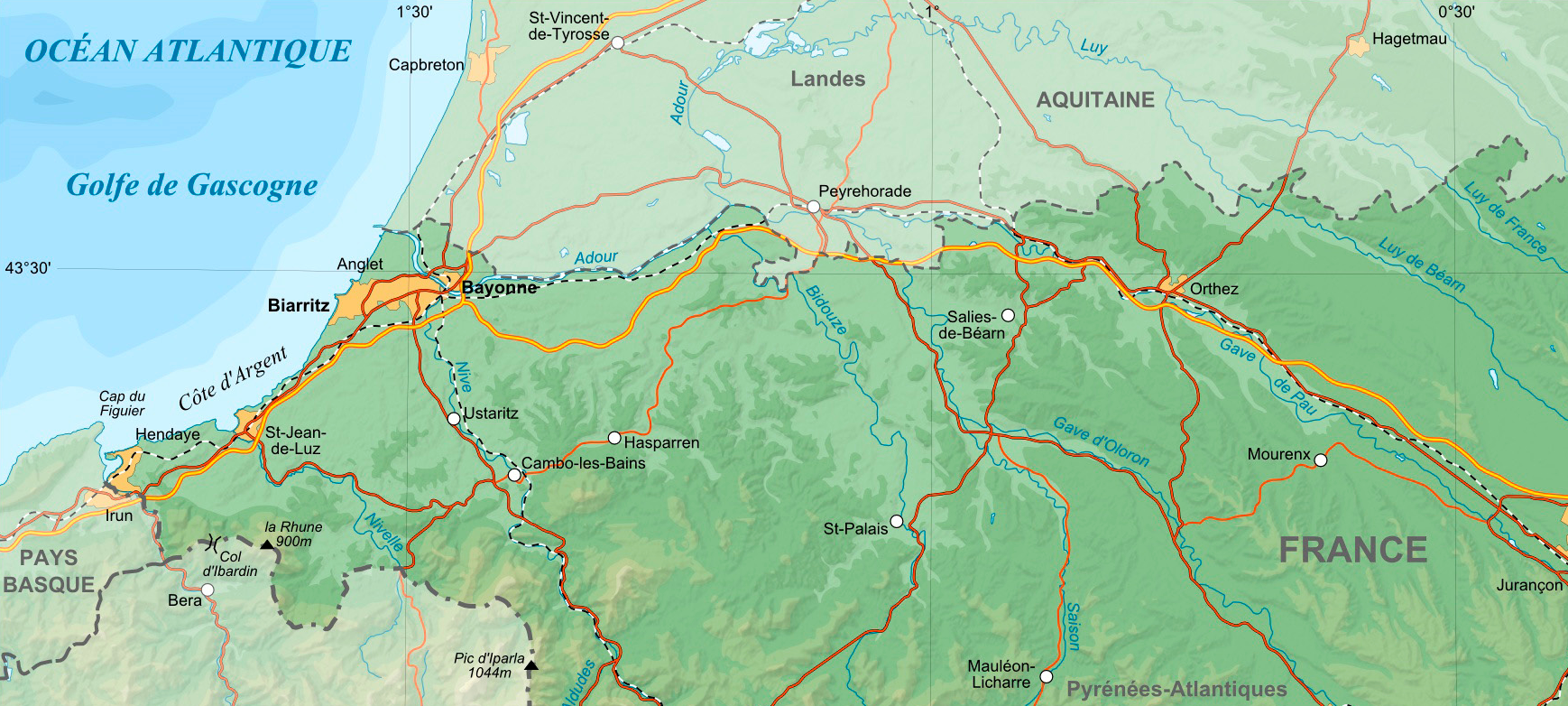
Mapa del departamento de Pirineos Atlánticos que muestra a Bayona en la costa a la izquierda, Saint-Palais al borde del Bidouze en el centro inferior y Orthez en el Gave de Pau en el centro derecho.

Wellington planeaba utilizar la mayor parte de su ejército para conducir al grueso del ejército de Soult hacia el este, lejos de Bayona. Una vez que el ejército francés estuviera lo suficientemente alejado hacia el este, un fuerte cuerpo aliado tomaría una cabeza de puente sobre el río Adur al oeste de Bayona y rodearía esa fortaleza. Debido a que el ejército de Soult tenía tres divisiones menos que antes, las fuerzas de Wellington eran lo suficientemente superiores como para arriesgarse a dividirlas en dos cuerpos. Soult deseaba contener a su oponente en una cuña del territorio francés ocupado. Bayona, fuertemente guarnecida, bloqueaba el lado norte del área ocupada por los aliados. Al este de la ciudad, tres divisiones francesas mantuvieron la línea del Adur a Port-de-Lanne. El lado este del área ocupada por los aliados fue defendido por cuatro divisiones francesas a lo largo del río Joyeuse hasta el sur de Hélette. Las patrullas de caballería formaron un cordón desde allí hasta la fortaleza de San Juan Pie de Puerto en los Pirineos.
El 14 de febrero, Wellington lanzó su ofensiva hacia el este. En el flanco derecho estaba el cuerpo de 20 000 hombres de Rowland Hill, que incluía las 2.ª y 3.ª divisiones, las divisiones portuguesa de Lecor, la española de Morillo y la caballería de Fane. La columna principal de Hill atacó a la división de Harispe en Hélette. Picton se movió por el flanco izquierdo contra la división de Villatte en Bonloc y Morillo llevó a sus hombres a través de las colinas del flanco derecho. El 15 de febrero, la columna de Hill derrotó a la división de Harispe en la batalla de Garris y obligó a los franceses a abandonar Saint-Palais y la línea del río Bidouze.

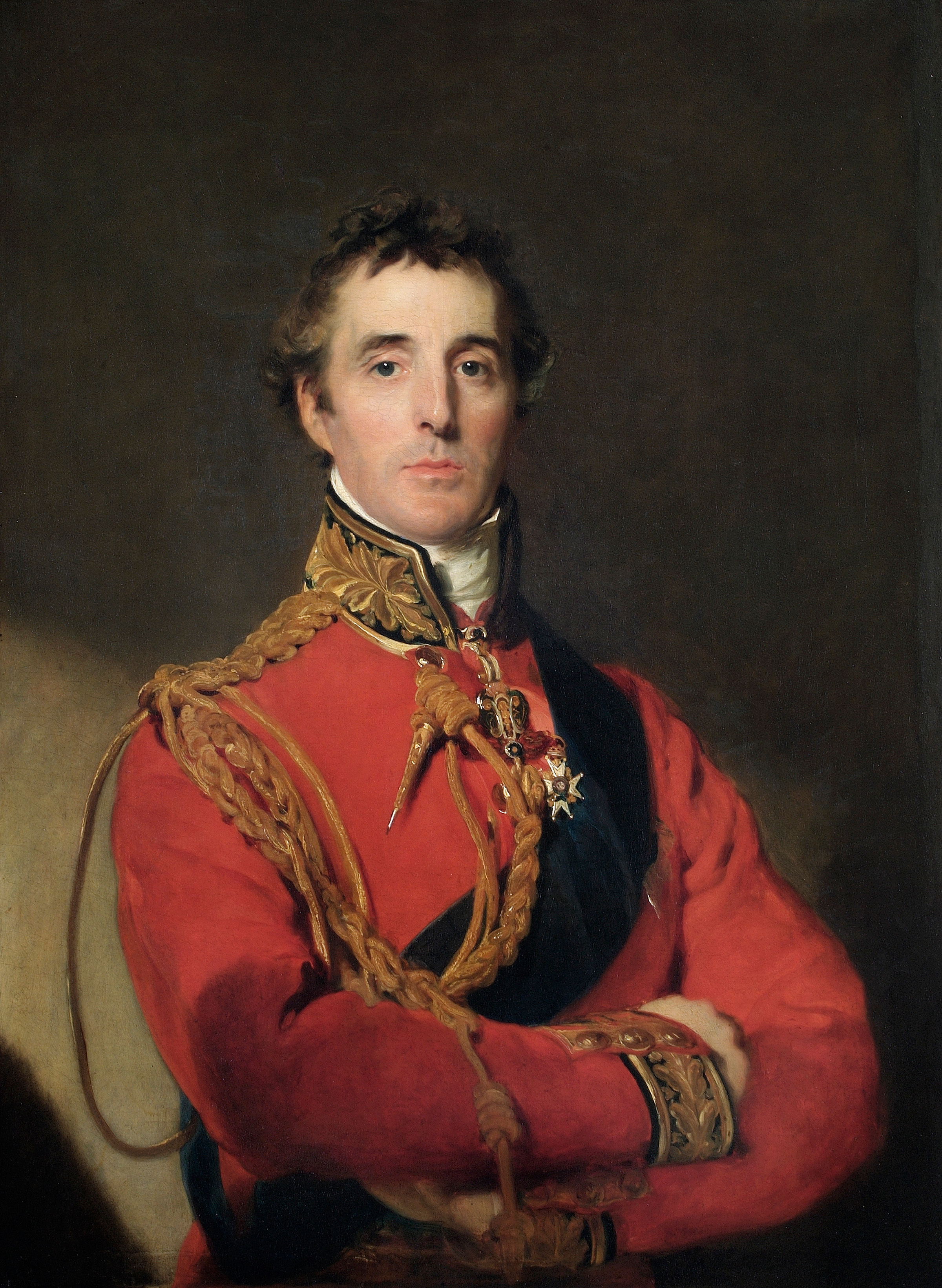
Marqués Wellington

El cuerpo del flanco izquierdo aliado de 25 400 hombres al mando de William Beresford comenzó su avance el 16 de febrero, con el objetivo puesto en el pueblo de Bidache. El cuerpo de Beresford estaba formado por las 4.ª, 6.ª y 7.ª divisiones y la división ligera, así como la caballería de Somerset y Vivian. En total, Wellington tenía 42 000 soldados de infantería y 3000 jinetes marchando hacia el este. Reaccionando a la presión aliada, Soult unió dos de las tres divisiones al norte del Adur con las cuatro divisiones más al este. Esta acción creó un ejército de campaña de 32 000 infantes y 3800 jinetes. Se ordenó a las divisiones francesas que formaran una nueva línea detrás del río Gave d'Oloron, a lo largo de una línea desde Peyrehorade a Salvatierra de Bearne y luego a Navarrenx. El 17 de febrero, el cuerpo de Hill vadeó el río Saison, rompiendo otra línea defensiva francesa. El mariscal francés envió la división de Abbé para ayudar a defender Bayona, un movimiento cuestionable que dejó a su ejército con menos tropas para luchar contra Wellington. El 18 de febrero, Soult tenía sus tropas en posición en el Gave d'Oloron. Ese día el clima volvió a empeorar, provocando otra pausa en las operaciones.
Durante la pausa, Wellington ordenó al cuerpo de John Hope que comenzara el aislamiento de Bayona. Dado que el Adur tiene 274 m de ancho con una marea de 4,3 m por debajo de Bayona, Soult nunca sospechó que los aliados cruzarían por allí y no protegió la orilla norte. Frente a una ofensiva aliada que requería cruzar ríos, el mariscal francés creía que sus enemigos no tendrían suficientes botes o pontones para cruzar el río. Hope envió ocho compañías de la 1.ª división a través del Adur el 23 de febrero para formar una cabeza de puente. Esa noche los cohetes Congreve dispersaron a dos batallones franceses que fueron enviados para investigar la incursión. Al día siguiente, 34 buques de 30 a 50 toneladas navegaron hacia la desembocadura del Adur, fueron amarrados juntos y se construyó una calzada en sus cubiertas. En la tarde del 26 de febrero, Hope hizo marchar a 15 000 de sus 31 000 hombres por el puente hacia la orilla norte. Después de sufrir 400 bajas en un intento exitoso por capturar el suburbio de Sainte-Étienne, los aliados rodearon Bayona el 27 de febrero. Las bajas francesas fueron de solo 200 en la acción. El asedio se llevó a cabo de manera tranquila hasta el 14 de abril, cuando estalló la sangrienta y sin sentido batalla de Bayona.
El 24 de febrero, Wellington lanzó una nueva ofensiva contra el ejército de Soult. Para esta operación, Hill fue reforzado por la 6.ª división y la ligera. Con dos divisiones, Beresford montó un ataque fingido contra el extremo norte de la línea francesa. Se suponía que Picton debía manifestarse frente a Sauveterre, pero excedió sus órdenes. Encontró un vado aparentemente sin vigilancia a unos 914 m del puente y empujó a cuatro compañías ligeras de la brigada de John Keane. Después de una empinada subida, llegaron a un terreno elevado solo para ser dominados por un batallón de la 119.ª infantería de línea de la división de Villatte. En su huida cuesta abajo y cruzando el río, unos 30 hombres fueron capturados y algunos se ahogaron; cerca de 80 de los 250 hombres resultaron muertos. Hill construyó un puente para botes y empujó a 20 000 soldados a través del Gave d'Oloron en Viellenave-de-Navarrenx entre Sauveterre y Navarrenx. Con su última posición comprometida, Soult ordenó una retirada a Orthez en el Gave de Pau.

## Batalla

### Planes y fuerzas

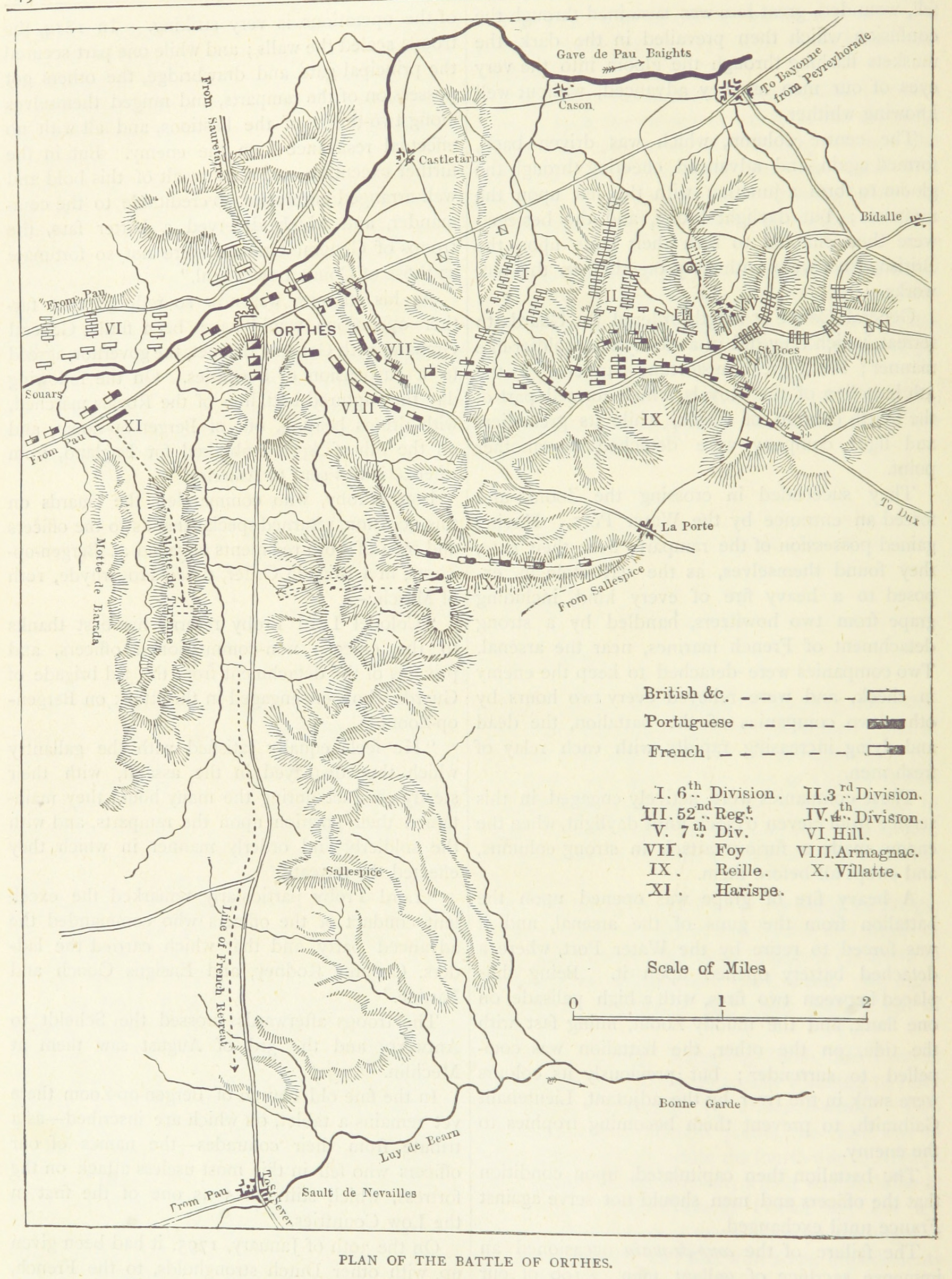
Un mapa de la batalla de Orthez muestra a las unidades aliadas en blanco y las unidades francesas en blanco y negro. El norte está abajo.

Como Wellington quería evitar un enfrentamiento, intentó flanquear por fuera de posición de Soult. Envió a Beresford a cruzar el Gave de Pau río abajo en Lahontan y rodear el flanco derecho de Soult. Al mismo tiempo, las fuerzas de Hill se movieron directamente hacia Orthez. El 25 de febrero, Soult había concentrado su ejército en Orthez y cortejó la batalla con los aliados. El mariscal francés contaba con 33 000 soldados de infantería, 2000 jinetes, 1500 artilleros y zapadores, apoyados por 48 cañones de campaña. Wellington podría traer 38 000 infantes, 3300 jinetes, 1500 artilleros y zapadores, apoyados por 54 piezas de artillería contra los franceses. Cinco batallones estaban ausentes: el 1/43.º de infantería y el 1/95.° de rifleros de la división ligera, el 2.° provisional de la 4.ª división, el 79.º de infantería de la 6.ª división y el 51.º de infantería de la 7.ª división. Enfrentado a Soult en un estado de ánimo de lucha, el comandante británico planeó enviar a Beresford para romper el flanco derecho de Soult mientras Picton y tres divisiones mantenían ocupado el centro francés. Mientras tanto, el cuerpo de Hill debía atacar Orthez, cruzar el Gave de Pau y envolver el flanco izquierdo francés. Con suerte, Soult quedaría atrapado entre Beresford y Hill.
En Orthez, el Gave de Pau corre aproximadamente de sureste a noroeste. Como Beresford ya estaba en el mismo lado del Gave de Pau, el río solo protegía la posición de Soult al este de Orthez. Sin embargo, hay una cresta este-oeste en el lado norte de Orthez que termina en el pueblo de Saint-Boès en el oeste. La cresta tiene unos 152 m de altura y la carretera de Orthez a Dax discurre a lo largo de su cresta. Sin embargo, los montículos de las granjas de Lafaurie, Luc y Plassotte eran aún más altos, el último se elevaba 181 m por encima de Saint-Boès. Los tres puntos altos fueron coronados con artillería francesa. Aparte de Saint-Boès, se puede acceder a la cresta desde el oeste por dos estribaciones con terreno pantanoso en el medio.

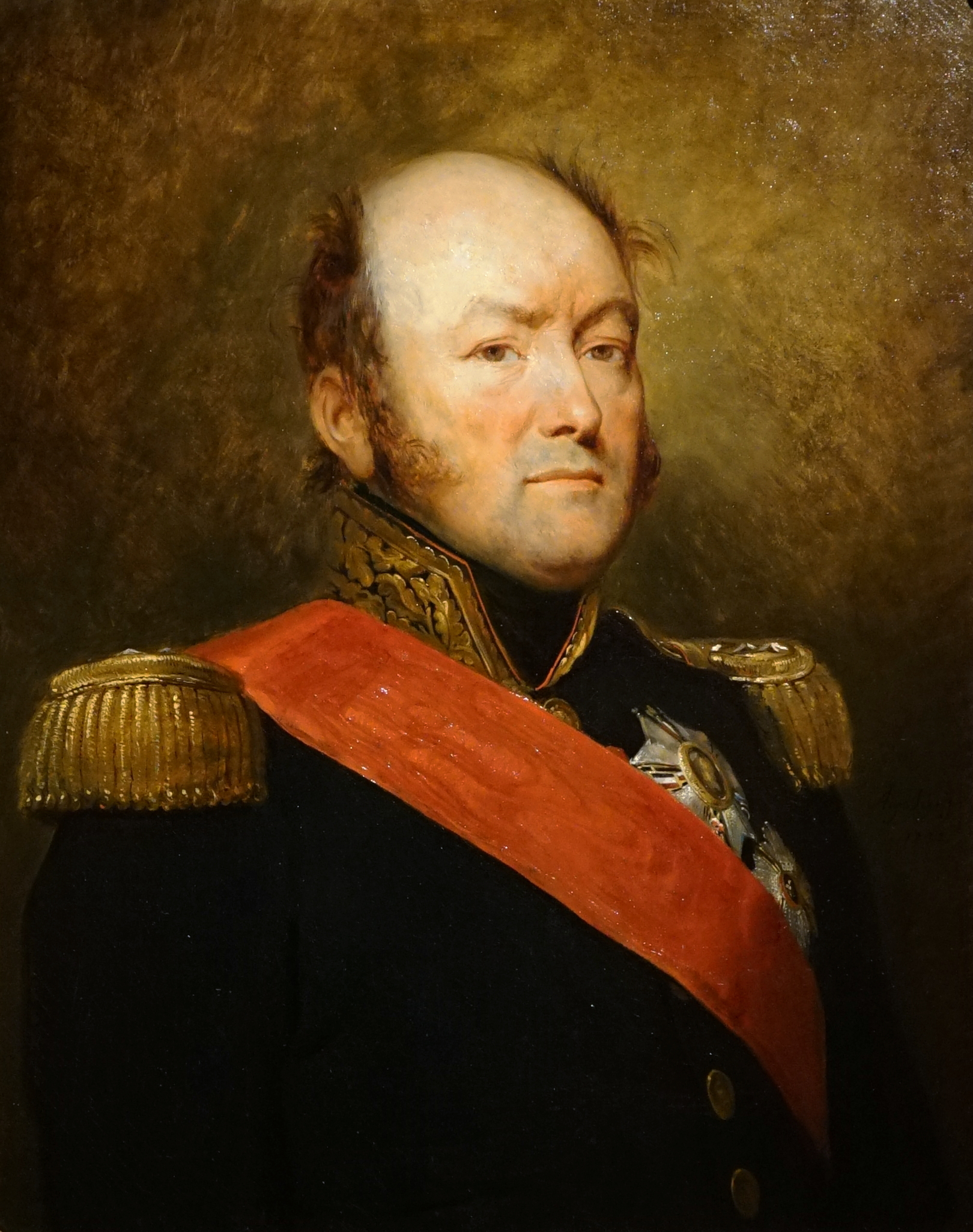
Jean-Baptiste Drouet, conde de Erlon

Soult colocó cuatro divisiones y media a lo largo de esta cresta, una división en Orthez y una división en reserva. A diferencia de las otras divisiones que tenían dos brigadas, la división de Harispe contenía tres brigadas. Su tercera brigada al mando de Marie Auguste Pâris se destacó en el flanco derecho. De derecha a izquierda, la cresta estuvo en manos de las divisiones de Taupin, Claude Pierre Rouget, Darmagnac y Foy. Rouget estaba al mando temporal de la división de Maransin. Las dos brigadas restantes de Harispe se mantuvieron en Orthez mientras la división de Villatte estaba en reserva al norte de Orthez. Honoré Charles Reille comandaba a Taupin, Rouget y Pâris en el flanco derecho, Jean-Baptiste Drouet, conde de Erlon, lideraba a Darmagnac y Foy en el centro y Bertrand Clauzel supervisaba a Harispe y Villatte en el flanco izquierdo. La caballería de Pierre Soult se encontraba dispersa. El 2.º de húsares y el 22.º de cazadores a caballo estaban cerca de Pau y fuera de la batalla. Los 13.º, 15.º y 21.º de cazadores fueron distribuidos entre Harispe, D'Erlon y Reille, respectivamente, mientras que los 5.º y 10.º de cazadores estaban en reserva.
Wellington planeaba enviar a la 4.ª división de Cole apoyada por la 7.ª división de Walker para atacar el extremo occidental de la cresta bajo la dirección de Beresford. Picton lideraría su propia 3.ª división y la 6.ª división de Clinton en la inmovilización del centro francés. Se ordenó al cuerpo de Hill que fintara contra Orthez con una brigada portuguesa y mantuviera sus dos divisiones listas para cruzar el Gave de Pau al este de Orthez. La división ligera de Alten se colocó a cubierto detrás de un antiguo campamento romano donde Wellington instaló su cuartel general. El campamento estaba ubicado entre las columnas de Beresford y Picton. El ejército aliado de 44 402 efectivos incluía a 3373 hombres de la caballería ligera en tres brigadas y 1512 artilleros, ingenieros y conductores de carretas. La división de Morillo estaba asediando Navarrenx mientras cinco batallones británicos no estaban presentes en el campo ya que se les entregaban uniformes nuevos. El 1.° regimiento de húsares de la King's German Legion (KGL) era parte de la caballería aliada.

### Acciones

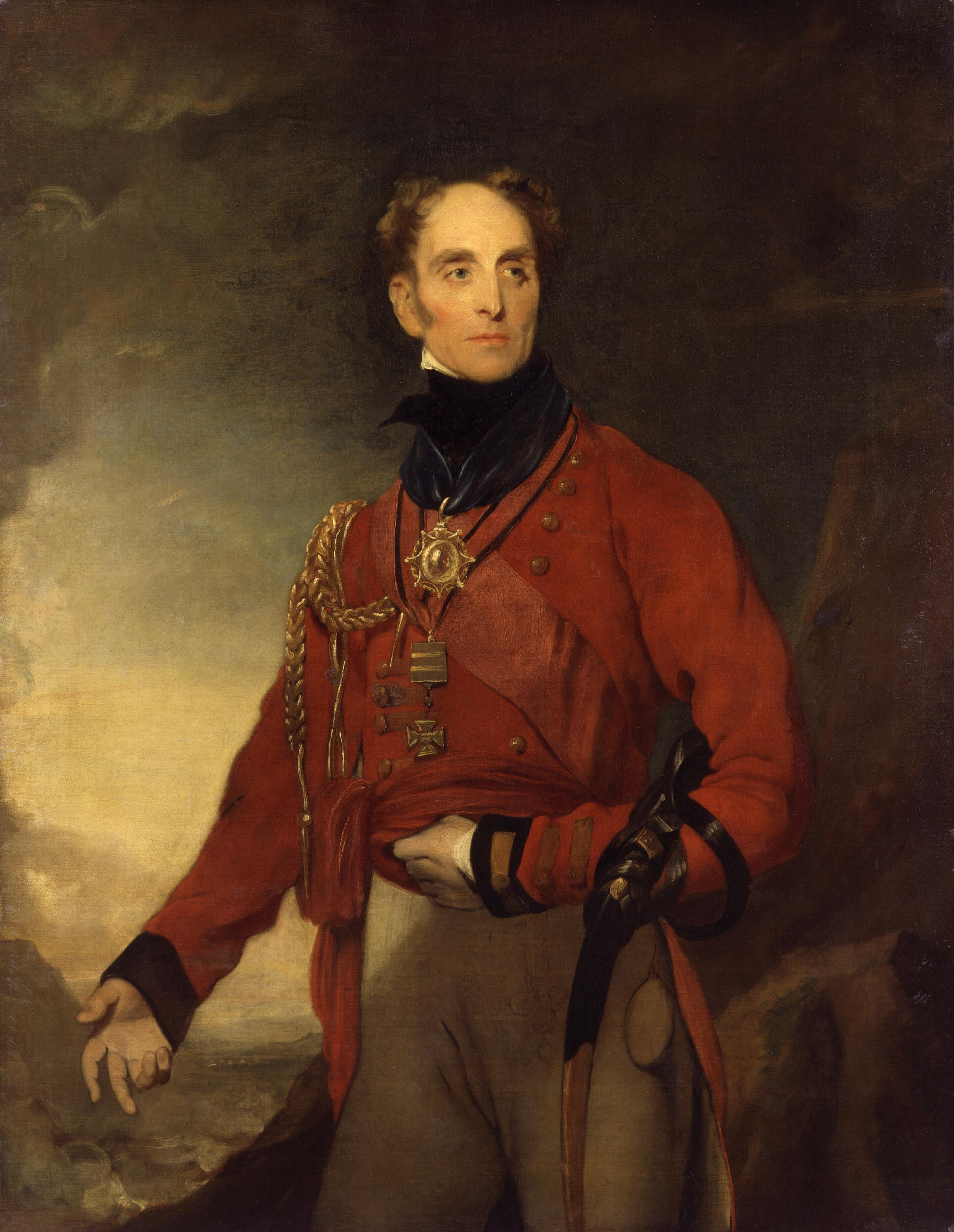
Lowry Cole

La mañana del 27 de febrero de 1814 vio una ligera helada, pero el suelo no estaba congelado. A las 8:30 a. m., la 4.ª división asaltó a los soldados de Taupin en Saint-Boès. La avanzada inicial se apoderó de la iglesia que se encontraba en una colina separada. La brigada de Robert Ross atravesó Saint-Boès pero fue repelida por la batería en la loma de Plassotte. Cuando sus soldados retrocedieron hacia el pueblo, Cole trajo una batería de la King's German Legion para batirse en duelo con las armas de Taupin. La batería se convirtió inmediatamente en el objetivo de las baterías francesas en los montículos de Plassotte y Luc; dos cañones fueron derribados y el capitán Frederick Sympher murió. Cole desplegó la brigada portuguesa de José Vasconcellos a la derecha de Ross y volvió a enviar su línea hacia adelante. El resultado fue un segundo rechazo en el que Ross cayó con una herida. El posterior contraataque de las tropas de Taupin recuperó parte de Saint-Boès. Durante un tiempo hubo una pausa cuando los dos bandos se dispararon desde las casas, pero los hombres de Vasconcellos no se cubrieron y empezaron a retroceder. Wellington envió al 1.º batallón de caçadores de la división ligera. La línea de Cole colapsó justo cuando llegaban los refuerzos. Taupin recuperó todo el pueblo y obligó a los aliados a regresar a su punto de partida. La brigada de Ross sufrió 279 bajas y la brigada de Vasconcellos perdió 295 hombres.

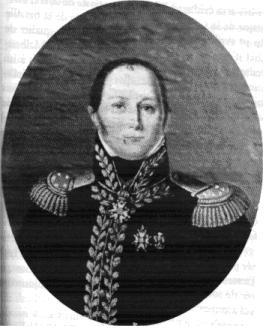
Eloi Taupin

Los ataques de prueba de Picton contra el centro francés también encontraron una fuerte resistencia. Picton dividió la 3.ª división, enviando a la brigada de Thomas Brisbane por el ramal derecho hacia la posición de Foy y a la brigada de Keane por el ramal izquierdo hacia la división de Darmagnac. Keane fue apoyado por la brigada portuguesa de Manley Power de la 3.ª división. Brisbane fue seguido por la 6.ª división de Clinton. Dado que los valles entre las estribaciones eran profundos y fangosos, ambos avances se restringieron a frentes estrechos. Los hostigadores de Picton hicieron retroceder rápidamente los puestos de avanzada franceses. Cuando las brigadas líderes fueron atacadas con precisión por los disparos de artillería de los montículos de Escorial y Lafaurie, Picton retuvo a sus tropas formadas y reforzó su línea de escaramuza a siete compañías ligeras británicas, tres compañías de 5/60.ª de infantería y todo el 11.º batallón de caçadores. Esta pesada línea de escaramuza avanzó hasta que entró en contacto con la principal línea de defensa de Soult, pero no pudo seguir avanzando. Picton esperó durante dos horas a que el ataque de Beresford progresara mientras los dos bandos se enfrentaban.
Wellington cambió rápidamente sus planes después de ver fallar su ataque por el flanco. Convirtió su ataque de retención con las 3.ª y 6.ª divisiones en un ataque frontal. El nuevo asalto comenzó alrededor de las 11:30 a. m. El comandante británico envió todas las unidades disponibles contra el flanco derecho francés y el centro. Solo no fueron las 2/95.º y 3/95.º de infantería, el 3.º batallón de caçadores portugueses y el 17.º regimiento de infantería de línea de la división ligera. Las brigadas de Ross y Vasconcellos fueron retiradas y reemplazadas por la 7.ª división. La lucha por Saint-Boès estalló de nuevo cuando la división de Walker y la brigada de la 4.ª división de William Anson atacaron, apoyadas por dos baterías de artillería británicas que disparaban desde la loma de la iglesia. Cuatro batallones atacaron en el centro liderados por el 6.º regimiento de infantería. Se desplegaron dos batallones a la izquierda y la brigada portuguesa de John Milley Doyle a la derecha. Los cansados soldados de Taupin, que habían estado luchando durante unas cuatro horas, fueron obligados a retroceder detrás de la loma de Plassotte, donde se reunieron.

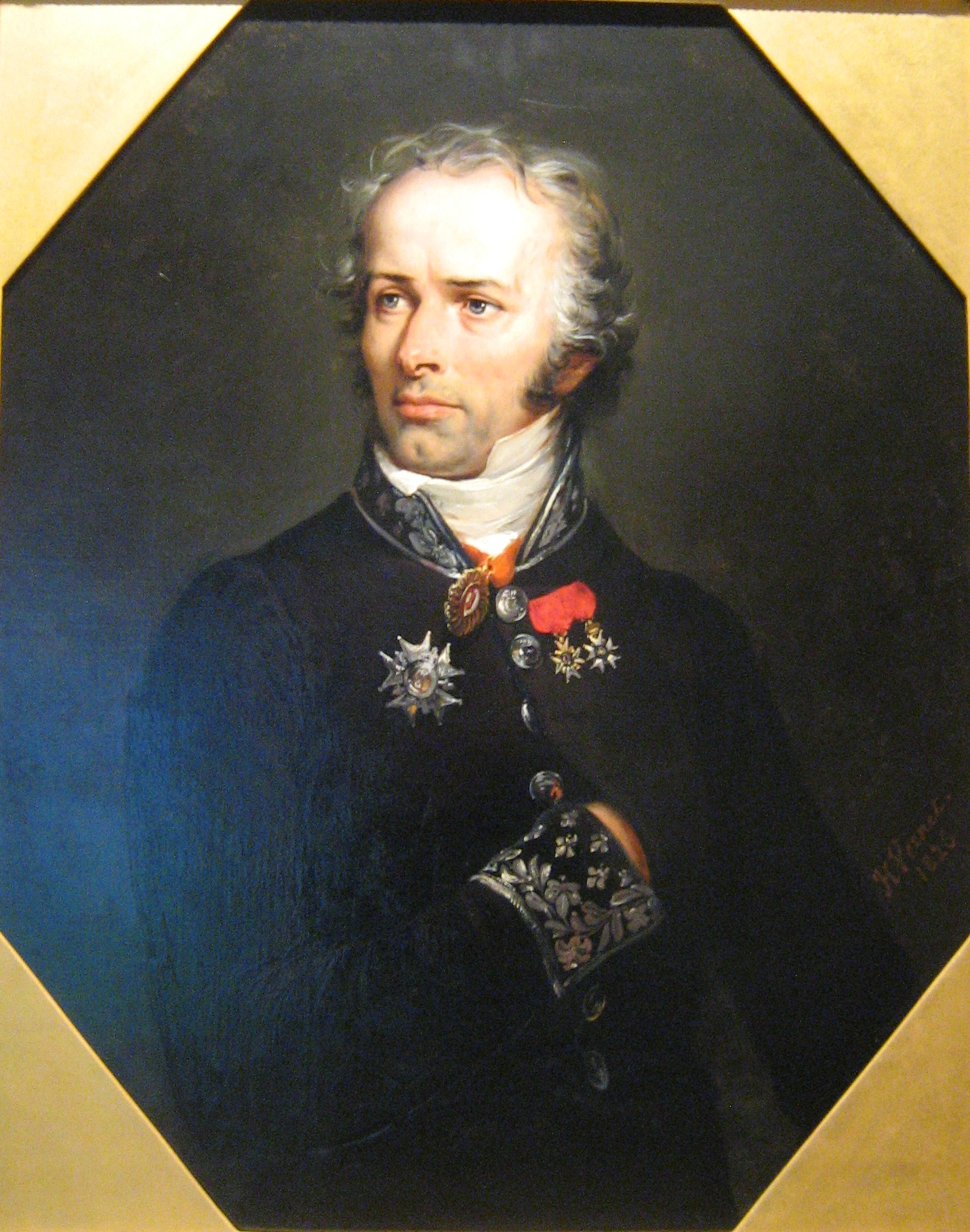
Maximilien Foy

Cuando avanzó, la brigada de Brisbane cayó bajo un fuego de artillería que causó muchas bajas. La brigada finalmente llegó a una tierra de nadie donde los cañones no pudieron alcanzarlos, pero los escaramuzadores franceses comenzaron a matar a los soldados. Después de algunas insistencias de Edward Pakenham, Brisbane continuó el ataque. El 1/45.º de infantería se abrió camino cerca de la cima de la cresta donde la brigada de Joseph François Fririon de la división de Foy sostenía la defensa. A la izquierda de la brigada de Brisbane, el 1/88.º de infantería tenía dos compañías que custodiaban la batería de artillería divisional cuando comenzó a golpear la línea francesa. Soult vio la amenaza y ordenó a un escuadrón del 21.º de cazadores a caballo que cargara. La caballería arrasó contra las dos compañías, causando grandes pérdidas, y luego fue tras los artilleros. Las compañías restantes del 88.º inmediatamente abrieron fuego contra los jinetes franceses, derribando a la mayoría de ellos. El 21.º de cazadores entró en combate con 401 efectivos, pero 11 días después informaron que solo tenían 236 hombres en servicio activo. El 88.º de infantería sufrió 269 muertos y heridos, siendo la que más hombres perdió ante otra cualquier unidad británica.

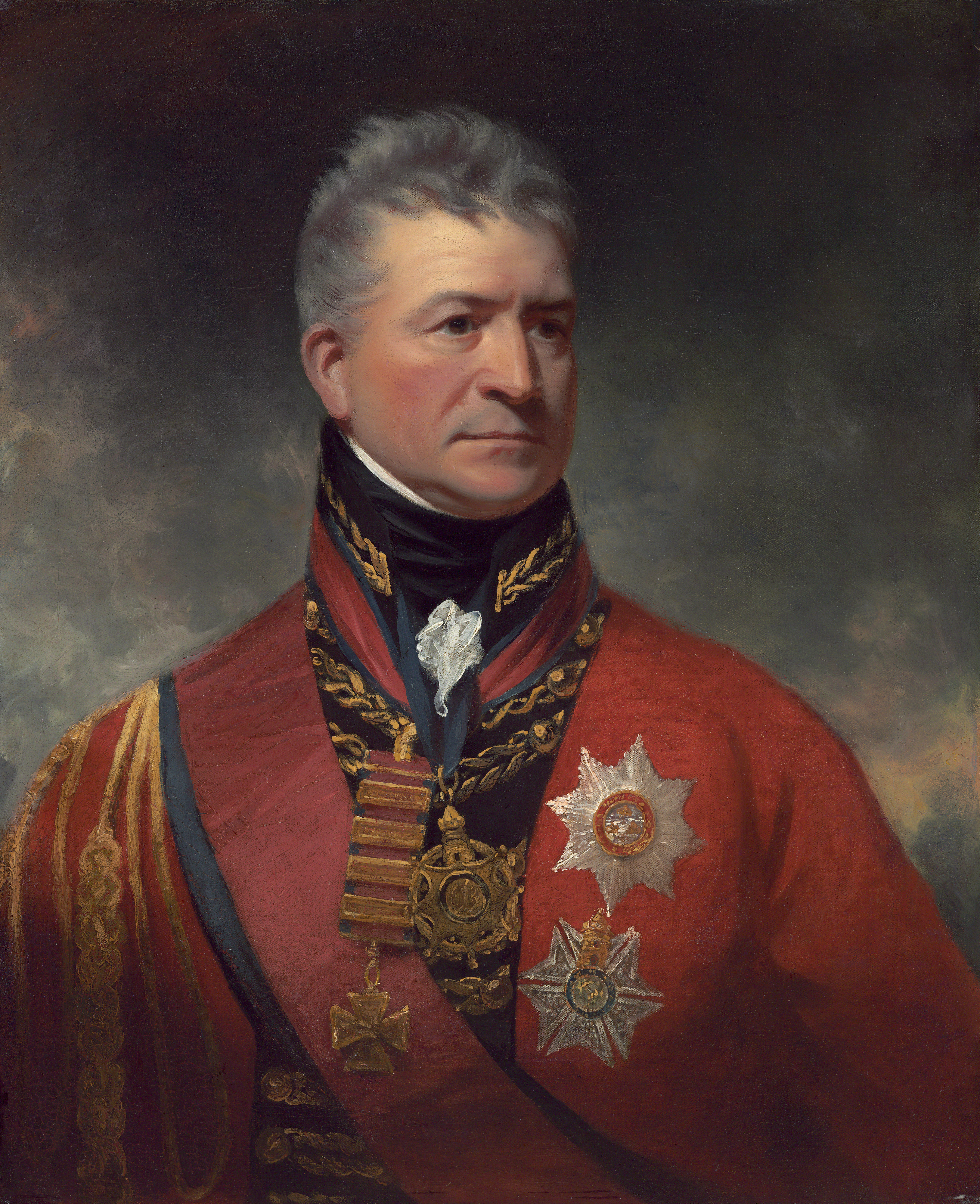
Thomas Picton

Mientras Foy caminaba detrás de sus unidades de primera línea, un proyectil de metralla estalló sobre su cabeza y le clavó una bala en el hombro izquierdo. Su herida desanimó a sus soldados, que empezaron a retroceder. Aproximadamente al mismo tiempo, la brigada de Brisbane fue reemplazada en la línea del frente por dos brigadas de la 6.ª división de Clinton. Estas nuevas tropas dispararon una descarga desde corta distancia y avanzaron con la bayoneta, empujando a los franceses por la pendiente trasera de la cresta. La brigada de Pierre-André-Hercule Berlier de la división de Foy, que estaba más cerca de Orthez, retrocedió después de que la retirada de Fririon expusiera su flanco. Con Berlier fuera, los dos batallones de Harispe en Orthez se vieron obligados a retirarse para evitar la captura. En el espolón izquierdo, las dos brigadas de Picton al mando de Keane y Power presionaron contra la división de Darmagnac. Después de que la división de Foy cediera, Darmagnac se retiró a la siguiente cresta en la retaguardia, donde sus tropas tomaron posición a la derecha de la división de Villatte. Las baterías divisionales de Picton y Clinton se concentraron en la nueva posición francesa.
La división de Rouget y la brigada de Pâris aparentemente comenzaron a retroceder después de la retirada de Darmagnac. Al ver que se abría una brecha entre Rouget y Taupin, Wellington ordenó al 52.º de infantería que avanzara desde el campamento romano y abriera una brecha en la línea defensiva francesa. El comandante de la unidad, John Colborne, condujo a sus hombres a través de un terreno pantanoso y luego por la pendiente hacia la loma Luc, seguido por Wellington y su personal. Ganaron un punto de apoyo en la cima de la cresta en el flanco izquierdo de Taupin. Con ambos flancos perdidos, la división de Taupin se retiró apresuradamente hacia el noreste, siendo la última unidad francesa en ser desalojada. La mutilada división nunca se recuperó, aunque logró salvar todos menos dos de sus cañones. En alguna posición en la retaguardia, la división de Rouget y la brigada de Pâris se unieron y libraron una dura batalla contra los aliados que los perseguían.
La brigada de John Buchan se enfrentó a los defensores franceses de Orthez durante toda la mañana. Después de recibir órdenes de cruzar el Gave de Pau, Hill hizo que sus tropas marcharan hacia el Souars Ford a las 11:00 a. m. Al llegar allí, los 12 000 angloportugueses hicieron a un lado el regimiento de caballería y dos batallones del 115.º regimiento de infantería de línea que defendían el vado. Las tropas de Hill pronto cruzaron el río y rechazaron a la división de Harispe. A ellos se unieron los portugueses de Buchan que cruzaron el puente de Orthez en el momento en que los defensores de la ciudad se retiraron. Junto a algunos batallones de reclutas recién llegados, Harispe intentó hacer una parada en las alturas de Motte de Tury. Los reclutas recién conscriptos resultaron ser unos combatientes deficientes; los hombres de Hill rompieron la línea de Harispe y capturaron tres armas.
El oficial de enlace español de Wellington, Miguel Ricardo de Álava, fue alcanzado por una bala gastada durante el avance. Mientras Wellington se burlaba de Álava, cayó de su caballo cuando un disparo de un bote de metralla golpeó la empuñadura de su espada. Con el dolor de una cadera muy magullada, el comandante del ejército británico volvió a montar y continuó dirigiendo la batalla. En ese momento, Soult se dio cuenta de que la columna de Hill podría aislar a su ejército de la carretera de Orthez a Sault-de-Navailles. Ordenó a su ejército que se retirara, cubierto por Villatte, Darmagnac, Rouget y Pâris. Al principio, la complicada retirada se llevó a cabo en buen estado, aunque fue seguida de cerca por la artillería e infantería británica a caballo. Debido a que tuvieron que retirarse por caminos estrechos y a través del país, las unidades francesas en retirada se mezclaron y se perdió la cohesión de la unidad. Temerosos de ser capturados, los soldados en retirada se volvieron cada vez más confusos y desmoralizados.
Villatte y Harispe cubrieron la retirada. En Sallespisse, las tropas de la derecha y el centro franceses se adentraron en la carretera principal. Los soldados de la división de Villatte mantuvieron ese pueblo hasta que fueron expulsados por el 42.º regimiento de infantería tras una dura pelea. Durante los últimos 5 km hasta el puente de Sault-de-Navailles, la mayor parte del ejército de Soult era una turba. El hecho de que las brigadas de caballería de Fane, Vivian y Somerset no causaran estragos en los franceses se debía al terreno, que estaba atravesado por muros y zanjas. Sólo el 7.º de húsares hizo una carga efectiva, derribando a un batallón del 115.º de infantería de línea y una unidad de la Guardia Nacional francesa de la división de Harispe. En Sault-de-Navailles, el jefe de artillería de Soult, Louis Tirlet, instaló una batería de 12 cañones para cubrir el puente sobre el Luy de Béarn. Los hombres apaleados de Soult cruzaron el puente y siguieron su camino hasta que llegaron a Hagetmau. La infantería de Villatte y Harispe y la caballería de Pierre Soult permanecieron en Sault-de-Navailles hasta las 10:00 p. m. cuando volaron el puente y se unieron a la retirada.

## Resultado

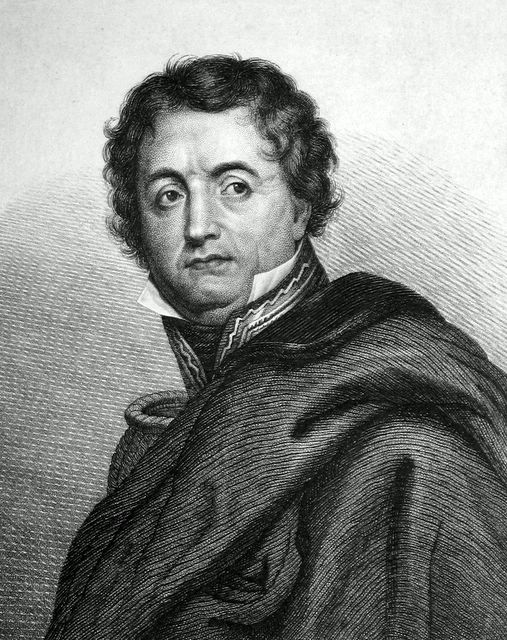
Jean de Dieu Soult

Los franceses perdieron la batalla en suelo francés con Soult perdió seis cañones de campaña y 3985 hombres, incluidos 542 muertos, 2077 heridos y 1366 prisioneros. Foy y los brigadiers Étienne de Barbot y Nicolas Gruardet resultaron heridos. El general de brigada Jean-Pierre Béchaud de la división de Taupin fue muerto en combate. Los aliados sufrieron las pérdidas de 367 muertos, 1727 heridos y 80 capturados para un total de 2174 hombres. De estos, las bajas portuguesas ascendieron a 156 muertos, 354 heridos y 19 capturados, mientras que las bajas británicas fueron de 211 muertos, 1373 heridos y 61 capturados. Además de las bajas de batalla, muchos de los soldados franceses reclutados recientemente desertaron rápidamente. Soult no intentó defender el Luy de Béarn con su ejército desmoralizado. En su lugar, se retiró al norte de Saint-Sever en el Adour.
Soult estaba en un dilema. No podía defender tanto el importante puerto suroeste de Burdeos como Toulouse a la vez. Decidió que intentar controlar Burdeos pondría el estuario del Garona a sus espaldas y que sería difícil conseguir alimentos en esa zona. Por lo tanto, el mariscal francés decidió operar hacia el este en dirección a Toulouse. El 2 de marzo, los aliados se enfrentaron con los franceses en Aire-sur-l'Adour en un combate que costó a los franceses unos 250 hombres muertos y heridos, incluidos 12 oficiales, y 100 capturados. Hippolita Da Costa envió a su brigada portuguesa a atacar una posición fuerte. Cuando fue rechazado con pérdidas de cinco oficiales y 100 hombres, Da Costa no logró reunir a los soldados y fue reemplazado al mando. Las pérdidas británicas fueron 156 muertos y heridos en la 2.ª división. Después de esta acción con Hill, Harispe abandonó Aire-sur-l'Adour. Soult se retiró a una posición entre Maubourguet y Plaisance donde su ejército se quedó solo durante diez días.
Deseando sacar provecho del fracaso de Soult para defender Burdeos, Wellington envió a Beresford ya las 4.ª y 7.ª divisiones a apoderarse del puerto marítimo. Beresford partió del campo aliado el 7 de marzo y ocupó Burdeos el 12 de marzo. Beresford dejó la 7.ª división como fuerza de ocupación y se apresuró a regresar con la 4.ª división para unirse a Wellington el 19 de marzo. Durante este período, la fuerza de la infantería aliada cayó a 29 000 hombres, razón por la cual Wellington no quiso molestar a Soult. Para compensar el déficit, el comandante del ejército británico pidió a sus brigadas de caballería pesada que se unieran a él. También pidió que se enviaran al ejército 8000 refuerzos españoles y que los soldados fueran pagados por el tesoro británico. La batalla de Toulouse se libraría el 10 de abril.